# Méréaucourt
Méréaucourt – miejscowość i gmina we Francji, w regionie Hauts-de-France, w departamencie Somma.
Według danych na rok 1990 gminę zamieszkiwało 10 osób, a gęstość zaludnienia wynosiła 3 osoby/km² (wśród 2293 gmin Pikardii Méréaucourt plasuje się na 976. miejscu pod względem liczby ludności, natomiast pod względem powierzchni na miejscu 1055.). Od 2001 merem gminy jest M. Marc Blarel.
Liczba ludności na przestrzeni lat:
| 1962 | 1968 | 1975 | 1982 | 1990 | 1999 |
| ---- | ---- | ---- | ---- | ---- | ---- |
| 27   | 27   | 22   | 18   | 9    | 10   |